# Echymipera davidi
Echymipera davidi là một loài động vật có vú trong họ Peramelidae, bộ Peramelemorphia. Loài này được Flannery mô tả năm 1990.